# Мађарска академија наука
Мађарска академија наука (мађ. Magyar Tudományos Akadémia, МТА) је најважније и најпрестижније учено друштво Мађарске. Седиште се налази на обали Дунава у Будимпешти. Главне одговорности су култивисање науке, ширење научних открића, подршка истраживању и развоју и представљање мађарске науке у земљи и свету.